# Polytetrafluoreten

PTFE kedjestruktur

Polytetrafluoreten eller PTFE är en fluorplast med fysikaliska egenskaper som gör den mycket hal (låg friktion). Ämnet är nog mest känt från varumärkena teflon och Gore-Tex men framställs och marknadsförs också av andra företag under namn som dyneonTM PTFE (tidigare hostaflon), heydeflon, ekafluvin, fluon, algoflon och polyflon.

## Historik
PTFE uppfanns av Roy J. Plunkett 1938 av en tillfällighet då han försökte få tetrafluoretylen (TFE) att fungera som kylmedel i kylskåp. En flaska med TFE-gas blev stående över natten och dagen efter hade gasen blivit till PTFE. År 1941 fick DuPont patent på materialet.
År 1943 blev PTFE använt för första gången, då som korrosionsskydd vid skapandet av en atombomb. Senare fann fransmannen Marc Grégoire på ett sätt att lägga PTFE-plast på sina fiskelinor. År 1954 kom han på innovationen att belägga stekpannor med ett lager PTFE.

## Egenskaper
- Det mest kemikaliebeständiga av alla kända plastmaterial.
- Kan användas inom brett temperaturområde (–200 … +260 °C).
- Extremt låg friktionskoefficient.
- Bästa elektriska isolationsegenskaperna av alla plastmaterial.[3]
- Har en vaxliknande yta som praktiskt taget inget häftar på.
- Självsmörjande, vilket innebär att lager och dynamiska tätningar kan arbeta fullständigt torrt.
- Dielektricitetskonstanten är låg och oberoende av temperatur och frekvens.
- Absorberar inte vatten.
- Bryts inte ner av UV-ljus, ozon eller syre till skillnad från andra termoplaster.
- Åldras inte.

## Användningsområde
PTFE är framförallt känt för att det används i stekpannor för att hindra maten från att bränna fast. Att få PTFE att fastna i stekpannan är problematiskt, och flera lösningar har använts. Den första var att blästra stekytan grovt, så att den blir täckt av mikroskopiska kratrar, alternativt spraya den med finfördelad metall så att de små dropparna snabbt stelnar bildar ojämnheter. PTFE-plasten fyller sedan ut ojämnheterna och har mycket mera yta att fästa mot. Även när plasten på "kullarna" har slitits bort, finns det tillräckligt kvar i svackorna för att ytan ska behålla sina önskade egenskaper ett tag. Metoden var dock mycket känslig för yttre påverkan, och om man skrapade dem med metallföremål lossnade ytan direkt.
Den moderna metoden är att använda PTFE-plast av olika grader av "halhet". Även nu börjar man med att göra ytan ojämn, och genom att tillföra vissa ämnen i plasten kan man få det lite klibbigare. Man sprayar på en sådan klibbig variant som grund, sedan följer ett mellanlager av något mindre klibbigt PTFE, och slutligen en yta bestående av riktigt PTFE-plast, oftast med iblandade korn av ett keramiskt material som ger det en mera tålig yta. Denna konstruktionen möjliggörs av att PTFE sitter ihop med PTFE, om de smälts samman.
Polytetrafluoreten används förutom som ytbeläggning i stekpannor bland annat som slitlager i olika former av glidlager och liknande där en låg friktion är eftersträvansvärd.
Medicinskt används PTFE till exempel i implantat.  De goda kemiska egenskaperna hos PTFE-plast gör att implantatet har lång livstid. Den glatta ytan reducerar faran för att tromboser byggs upp.
Inom optiken kan PTFE-plast användas i vissa typer av linser, eftersom det är transparent i det infraröda spektrumet. 
Vid tillverkning av s.k. högfluorvallor används mikropulver av PTFE såsom en tillsats för att sänka ytenergin ytterligare ett snäpp och därmed göra vallan än mer vattenavstötande vilket bidrar till lägre friktion. PTFE är ingen termoplast och smälter alltså inte vid de temperaturer som används när man smälter paraffin på skidbelaget. Däremot så binds mikropulvret i det stelnade paraffinet. Ofta blandas PTFE med hårdare paraffiner med högre smältpunkt för att binda partiklarna bättre i vallan och säljs då på marknaden i pulverform, högfluorpulver. När produkten har stelnat och man borstar rent belaget så frigörs även dessa mikropulverpartiklar i luften, likt övriga ingående komponenter. 

## Risker
PTFE-plasten i stekpannor är stabila i temperaturer upp till 350 grader; vid högre temperaturer kan materialet brytas ned till den hälsovådliga perfluoroktansyran (PFOA). I äldre, repiga stekpannor i PTFE kan även plasten riskera att lossna från pannan. Vid normal matlagning hemma uppnås sällan temperaturer över 250 grader. Ett undantag är grillning, där öppna lågor kan bli hetare (grillgaller av teflon förekommer i handeln).
PTFE är ett av ett antal perfluorerade ämnen som anses svårnedbrytbara i naturen. De kan därför utgöra hälsorisker för bland annat fåglar. Utsläpp av PFAS/PFOS, som användes vid tillverkningen av PTFE, i vattendrag har lett till att många människor som är bosatta i närheten av ett sådant vattendrag har förhöjd halt av kemikalierna i blodet och därmed ökad risk för bland annat högt kolesterolvärde och flera cancerformer.